# Vintergatan (TV-serier)
Vintergatan är en rad svenska science fiction-serier, skapade av Petter Bragée. Den första serien sändes som sommarlovsprogram 2000, under namnet Vintergatan 5a på Sveriges Television (SVT). Serien fick en uppföljare 2001, Vintergatan 5b, som också var ett sommarlovsprogram. I början av 2003 sändes de två första serierna i en sammanhängande repris som även innehöll nyinspelat material. Serien fick namnet Tillbaka till Vintergatan.
Ännu en uppföljare till serierna kom 2010, Vid Vintergatans slut. 2012, 2014 och 2015 hade den serien ytterligare en uppföljare, en så kallad spin-off, Pax jordiska äventyr i 3 säsonger.
Vintergatan har kommit att bli sedd som en modern klassiker bland de svenska barnprogrammen, och är enligt Sveriges Television själva det mest sedda barnprogrammet i modern tid. Astronomisk Ungdom delade år 2018 ut sitt hedersstipendium till Petter Bragée, seriernas regissör, med motiveringen att "(serierna har) lett till ett brinnande rymdintresse hos en hel generation barn och unga i Sverige". Serierna har såväl en egen, dedikerad Facebookgrupp, som en egen sida, med samtliga avsnitt av Tillbaka till Vintergatan, på Öppet arkiv, där den dessutom listas högst upp i listan över barnprogram.

## Produktioner
| Serie | Serie                               | Antal avsnitt | Första sändningsdag        | Sista sändningsdag         | DVD-release     |
| ----- | ----------------------------------- | ------------- | -------------------------- | -------------------------- | --------------- |
|       | Vintergatan 5a                      | 44            | 13 juni 2000               | 11 augusti 2000            |                 |
|       | Vintergatan 5b                      | 45            | 11 juni 2001               | 10 augusti 2001            |                 |
|       | Tillbaka till Vintergatan: Säsong 1 | 22            | 17 januari 2003            | 20 juni 2003               |                 |
|       | Tillbaka till Vintergatan: Säsong 2 | 22            | 16 januari 2004            | 18 juni 2004               |                 |
|       | Vid Vintergatans slut               | 10            | 30 januari 2010            | 27 mars 2010               | 23 juni 2010    |
|       | Spin-off: Pax Jordiska Äventyr      | 30            | 11 januari 2012            | 15 januari 2016            | 29 augusti 2012 |
|       | Spin-off: Jorden anropar            | Kortfilm      | Premiärdatum: 21 mars 2024 | Premiärdatum: 21 mars 2024 |                 |

## Rollfigurer
- Peo Persson − spelas av Anders Linder. En "taxigubbe" som strålas upp i rymden av Alien i Peos taxibil tillsammans med Mira, Glen och Henrik när de är på väg till Älguddens sommarkollo. Peo är "Gaia" på asteroidmacken som ligger i utkanten av vintergatan. Att vara Gaia betyder att man övervakar hela universum, så Peo har ett stort och ansvarsfullt jobb. Peo är en talangfull historieberättare, och det är Peo som berättar historien tillbaka till vintergatan för den nyfikne Garsson. I historien har han själv även en av huvudrollerna. I första säsongen är han väldigt sur och rädd för hur arg taxichefen kommer vara på honom när han kommer tillbaka till jorden med chefens (August "Augustu" Bengtson) taxibil som är alldeles repig. Men i säsong 2 är det Peo som är rymdkapten och har en otrolig hjälteglöd, men emellanåt är han förtvivlad då hans kära fru Ulla har blivit kidnappad.
- Mira Ardiles − spelas av Philomène Grandin. En tonåring som strålas upp i rymden av Alien i Peos taxibil tillsammans med Peo, Henrik och Glen när de är på väg till Älguddens sommarkollo. Mira är duktig i skolan, och har många syskon och måste hjälpa till mycket hemma. Det gör att hon blir stressad och lite osäker och ledsen. Men när hon väl kommer till rymdskeppet i säsong 1 blir hon snabbt rymdkapten. I säsong 2 är hon till en början rymdkapten men förlorar senare i kaptenstesterna mot kamrat Irina, och då blir kamrat Irina rymdkapten.
- Henrik Göres − spelas av Pelle Hanæus. En tonåring som strålas upp i rymden i Peos taxibil tillsammans med Mira, Glen och Peo. Han sitter mer en gärna och har det tyst och lugnt med en bok på biblioteket. Henrik pluggar manualen och lär resten av besättningen hur rymdskeppet fungerar. Henrik vågar till en början inte säga ifrån och är lite blyg av sig i säsong 1, men i säsong 2 tuffar han till sig ett par snäpp.
- Glen Jonson − spelas av Wilson D. Michaels. En tonåring som strålas upp i rymden av Alien i Peos taxibil tillsammans med Peo, Mira och Henrik. Glen kommer från USA och delar inte gärna med sig av sitt godis. Han har en otrolig sångröst och i säsong 1 drömmer han om att bli sångare, men det berättar han inte för någon. I säsong 2 drömmer Glen om att bli filmregissör, och filmar hela sommaren.
- Irina Teresjkova − spelas av Ingela Schale. En sovjetisk kosmonaut som Peo, Glen och Henrik hittar nedfryst i sin sputnik.
- Alien − röst av Thomas Hellberg. Tillhör dem som kallar sig för oss. De intelligentaste livet i universum, Alien ger i första säsongen Mira, Glen, Henrik och Peo en massa uppdrag som ska rädda hela mänskligheten. Alien finns med på skeppet hela tiden under säsong 1, men under hela säsongen visar han sig på en skärm med en bild han tror passar "resenärerna från planeten jorden". Men egentligen finns han inuti Miras guldfisk Zugin hela tiden och tittar ut på jordborna hela sommaren.
- Garson − spelas av Jonas Sykfont. En pratglad och barnslig arbetare på macken som Peo berättar historien om Vintergatan 5a och 5b för i Tillbaka till Vintergatan.
- Femman − spelas av Jonas Sykfont. Är till en början den obehaglige fripassageraren som smyger omkring och stjäl mat och andra användbara saker. Men Mira, Glen, Henrik och Peo får fatt i honom och blir kompis med honom. Det som gör femman unik är att det enda ordet han säger är Fem, och för att förstå vad han säger måste man lyssna på tonföljden. Femman kommer från den gröna skogsplaneten Filione där han till och från bor med sina systrar Trean och Sjuan, och om han inte är där är han förmodligen ute på äventyr och uppdrag tillsammans med Kapten Zoom.
- Kapten Zoom − spelas av Anders Linder. Från en början från en 1970-talsserie som hette "Galaxer i mina braxer, sa kapten Zoom". I Tillbaka till vintergatan Är kapten Zoom en rymdhjälte med flinka fingrar och många trick. Ett av hans mest kända trick är när han pekar åt ett håll och säger: "titta där" och försvinner spårlöst. Kapten Zoom har ett rymdskepp som är grönt och ser ut som Bältarn. Kapten Zooms bästa kompis och följeslagare är Femman.

### Mindre rollfigurer
- Ulla − Christina Göransson
- Taxichefen Agusto − Per-Axel Gjöres
- Gaia − Inga Sarri
- Benke Bengtsson − Jonas Sykfont

### Rollfigurer i Vid Vintergatans slut
- Billie Ardiles – Fanny Ketter
- Mira Ardiles – Philomène Grandin
- Peo Persson/Kapten Zoom – Anders Linder
- Pax – Sanna Persson Halapi
- Femman/Benke Bengtsson – Jonas Sykfont
- Ulla – Christina Antonsson
- Greven – Anders Jansson
- Professorn – Eva Westerling
- Lennartsson – André Wickström
- Kapten Storm – Per–Axel Gjöres
- Crona – Alexander Karim

### Rollfigurer
- Pax – Sanna Persson Halapi
- Arga Tanten – Eva Westerling
- Snälle Gubben – Erkki Orava
- Berättare – Anders Linder

## Datorspel
Det finns två spel som heter Vintergatan: Rädda Jorden! från 2003 och Vintergatan: Fifunernas återkomst! från 2004 utgivna på CD-ROM av Pan Vision.
Dessutom publicerades 2009 ett Flash-baserat spel som heter Vilse i Vintergatan utgivet av SVT på Barnkanalens hemsida. I december 2020 avvecklade dock SVT Flash-spelen då Flash tagits ur bruk från de flesta webbläsare.